# Dekanat grodziski (archidiecezja warszawska)
Dekanat grodziski – jeden z 25 dekanatów rzymskokatolickich archidiecezji warszawskiej wchodzącej w skład metropolii warszawskiej. Dziekanem dekanatu jest ks. Janusz Starosta, proboszcz parafii Przemienienia Pańskiego w Grodzisku Mazowieckim.
Miejscowości będące siedzibami parafii wchodzące w skład dekanatu:
- Grodzisk Mazowiecki
- Izdebno Kościelne
- Kuklówka Zarzeczna
- Adamowizna
- Książenice

W skład dekanatu wchodzi 8 parafii:
- parafia św. Anny w Grodzisku Mazowieckim
- parafia Matki Bożej Nieustającej Pomocy w Grodzisku Mazowieckim
- parafia Miłosierdzia Bożego w Grodzisku Mazowieckim
- parafia Przemienienia Pańskiego w Grodzisku Mazowieckim (Łąki)
- parafia św. Michała Archanioła w Izdebnie
- parafia Matki Bożej Częstochowskiej w Kuklówce
- parafia św. Jana Marii Vianneya w Książenicach
- parafia św. Matki Teresy z Kalkuty w Adamowiźnie